# فرودگاه کینگز
فرودگاه کینگز (به انگلیسی: King's Airport) یک فرودگاه خصوصی است که یک باند فرود چمن دارد و طول باند آن ۴۵۷ متر است. این فرودگاه در شهر میلتون‌فری واتر، اورگن کشور ایالات متحده آمریکا قرار دارد و در ارتفاع ۲۸۹ متری از سطح دریا واقع شده است.